# Renewi Tour 2023
18. ročník etapového cyklistického závodu Renewi Tour se konal mezi 23. a 27. srpnem 2023 v Belgii a Nizozemsku. Celkovým vítězem se stal Belgičan Tim Wellens z týmu UAE Team Emirates. Na druhém a třetím místě se umístili Belgičané Florian Vermeersch (Lotto–Dstny) a Yves Lampaert (Soudal–Quick-Step). Závod byl součástí UCI World Tour 2023 na úrovni 2.UWT a byl dvacátým devátým závodem tohoto seriálu.

## Týmy
Závodu se zúčastnilo všech 18 UCI WorldTeamů a 4 UCI ProTeamy. Týmy Israel–Premier Tech, Lotto–Dstny a Team TotalEnergies dostaly automatické pozvánky jako 3 nejlepší UCI ProTeamy sezóny 2022, první dva jmenované týmy svou pozvánku přijaly. Další 2 UCI ProTeamy (Bingoal WB a Team Flanders–Baloise) pak byly vybrány organizátory závodu. Všechny týmy přijely se sedmi jezdci, celkem se tak na start postavilo 154 závodníků. Do cíle v Bilzenu dojelo 128 z nich.
UCI WorldTeamy
- AG2R Citroën Team
- Alpecin–Deceuninck
- Arkéa–Samsic
- Astana Qazaqstan Team
- Bora–Hansgrohe
- Cofidis
- EF Education–EasyPost
- Groupama–FDJ
- Ineos Grenadiers
- Intermarché–Circus–Wanty
- Lidl–Trek
- Movistar Team
- Soudal–Quick-Step
- Team Bahrain Victorious
- Team dsm–firmenich
- Team Jayco–AlUla
- Team Jumbo–Visma
- UAE Team Emirates

UCI ProTeamy
- Bingoal WB
- Israel–Premier Tech
- Lotto–Dstny
- Team Flanders–Baloise

## Trasa a etapy
| Etapa         | Datum         | Trasa                   | Vzdálenost | Typ      | Typ                  | Vítěz                  |
| ------------- | ------------- | ----------------------- | ---------- | -------- | -------------------- | ---------------------- |
| 1             | 23. srpna     | Blankenberge – Ardooie  | 183,9 km   |          | Rovinatá etapa       | Jasper Philipsen (BEL) |
| 2             | 24. srpna     | Sluis – Sluis           | 13,6 km    |          | Individuální časovka | Joshua Tarling (GBR)   |
| 3             | 25. srpna     | Aalter – Geraardsbergen | 171,5 km   |          | Zvlněná etapa        | Mike Teunissen (NED)   |
| 4             | 26. srpna     | Beringen – Peer         | 179,6 km   |          | Rovinatá etapa       | Sam Welsford (AUS)     |
| 5             | 27. srpna     | Riemst – Bilzen         | 187,3 km   |          | Zvlněná etapa        | Matej Mohorič (SLO)    |
| Celková délka | Celková délka | Celková délka           | 735,9 km   | 735,9 km | 735,9 km             | 735,9 km               |

## Průběžné pořadí
| Etapa          | Vítěz            | Celkové pořadí   | Bodovací soutěž  | Soutěž bojovnosti | Soutěž mladých jezdců | Soutěž týmů       |
| -------------- | ---------------- | ---------------- | ---------------- | ----------------- | --------------------- | ----------------- |
| 1              | Jasper Philipsen | Jasper Philipsen | Jasper Philipsen | Ludovic Robeet    | Olav Kooij            | Cofidis           |
| 2              | Joshua Tarling   | Joshua Tarling   | Joshua Tarling   | Ludovic Robeet    | Joshua Tarling        | Ineos Grenadiers  |
| 3              | Mike Teunissen   | Tim Wellens      | Tim Wellens      | Ludovic Robeet    | Arnaud De Lie         | UAE Team Emirates |
| 4              | Sam Welsford     | Tim Wellens      | Arnaud De Lie    | Aaron Van Poucke  | Arnaud De Lie         | UAE Team Emirates |
| 5              | Matej Mohorič    | Tim Wellens      | Arnaud De Lie    | Aaron Van Poucke  | Arnaud De Lie         | UAE Team Emirates |
| Konečné pořadí | Konečné pořadí   | Tim Wellens      | Arnaud De Lie    | Aaron Van Poucke  | Arnaud De Lie         | UAE Team Emirates |

## Konečné pořadí
| Legenda | Legenda                         | Legenda | Legenda                               |
| ------- | ------------------------------- | ------- | ------------------------------------- |
|         | Označuje lídra celkového pořadí |         | Označuje lídra soutěže bojovnosti     |
|         | Označuje lídra bodovací soutěže |         | Označuje lídra soutěže mladých jezdců |

### Celkové pořadí
| Pořadí | Jezdec                     | Tým                      | Čas         |
| ------ | -------------------------- | ------------------------ | ----------- |
| 1      | Tim Wellens (BEL)          | UAE Team Emirates        | 15h 51' 52" |
| 2      | Florian Vermeersch (BEL)   | Lotto–Dstny              | + 23"       |
| 3      | Yves Lampaert (BEL)        | Soudal–Quick-Step        | + 23"       |
| 4      | Jasper Stuyven (BEL)       | Lidl–Trek                | + 30"       |
| 5      | Mike Teunissen (NED)       | Intermarché–Circus–Wanty | + 31"       |
| 6      | Marc Hirschi (SUI)         | UAE Team Emirates        | + 31"       |
| 7      | Matej Mohorič (SLO)        | Team Bahrain Victorious  | + 33"       |
| 8      | Axel Zingle (FRA)          | Cofidis                  | + 34"       |
| 9      | Matteo Trentin (ITA)       | UAE Team Emirates        | + 36"       |
| 10     | Søren Kragh Andersen (DEN) | Alpecin–Deceuninck       | + 40"       |

### Bodovací soutěž
| Pořadí | Jezdec                 | Tým                      | Body |
| ------ | ---------------------- | ------------------------ | ---- |
| 1      | Arnaud De Lie (BEL)    | Lotto–Dstny              | 70   |
| 2      | Jasper Philipsen (BEL) | Alpecin–Deceuninck       | 65   |
| 3      | Matej Mohorič (SLO)    | Team Bahrain Victorious  | 52   |
| 4      | Tim Wellens (BEL)      | UAE Team Emirates        | 50   |
| 5      | Olav Kooij (NED)       | Team Jumbo–Visma         | 47   |
| 6      | Tim Merlier (BEL)      | Soudal–Quick-Step        | 44   |
| 7      | Yves Lampaert (BEL)    | Soudal–Quick-Step        | 43   |
| 8      | Mike Teunissen (NED)   | Intermarché–Circus–Wanty | 42   |
| 9      | Matteo Trentin (ITA)   | UAE Team Emirates        | 40   |
| 10     | Jasper Stuyven (BEL)   | Lidl–Trek                | 34   |

### Soutěž bojovnosti
| Pořadí | Jezdec                 | Tým                      | Body |
| ------ | ---------------------- | ------------------------ | ---- |
| 1      | Aaron Van Poucke (BEL) | Team Flanders–Baloise    | 39   |
| 2      | Ceriel Desal (BEL)     | Bingoal WB               | 33   |
| 3      | Ludovic Robeet (BEL)   | Bingoal WB               | 31   |
| 4      | Senne Leysen (BEL)     | Alpecin–Deceuninck       | 27   |
| 5      | Andrey Amador (CRC)    | EF Education–EasyPost    | 25   |
| 6      | Derek Gee (CAN)        | Israel–Premier Tech      | 21   |
| 7      | Kamiel Bonneu (BEL)    | Team Flanders–Baloise    | 16   |
| 8      | Milan Fretin (BEL)     | Team Flanders–Baloise    | 12   |
| 9      | Cameron Wurf (AUS)     | Ineos Grenadiers         | 11   |
| 10     | Arne Marit (BEL)       | Intermarché–Circus–Wanty | 10   |

### Soutěž mladých jezdců
| Pořadí | Jezdec                 | Tým                      | Body        |
| ------ | ---------------------- | ------------------------ | ----------- |
| 1      | Arnaud De Lie (BEL)    | Lotto–Dstny              | 15h 52' 56" |
| 2      | Nicolò Buratti (ITA)   | Team Bahrain Victorious  | + 5' 41"    |
| 3      | Dries De Pooter (BEL)  | Intermarché–Circus–Wanty | + 5' 42"    |
| 4      | Thibau Nys (BEL)       | Lidl–Trek                | + 6' 47"    |
| 5      | Olav Kooij (NED)       | Team Jumbo–Visma         | + 9' 34"    |
| 6      | Casper van Uden (NED)  | Team dsm–firmenich       | + 9' 36"    |
| 7      | Ben Tulett (GBR)       | Ineos Grenadiers         | + 11' 28"   |
| 8      | Frederik Wandahl (DEN) | Bora–Hansgrohe           | + 12' 10"   |
| 9      | Laurence Pithie (NZL)  | Groupama–FDJ             | + 12' 42"   |
| 10     | Milan Fretin (BEL)     | Team Flanders–Baloise    | + 15' 54"   |

### Soutěž týmů
| Pořadí | Tým                      | Čas         |
| ------ | ------------------------ | ----------- |
| 1      | UAE Team Emirates        | 47h 36' 57" |
| 2      | Lotto–Dstny              | + 29"       |
| 3      | Soudal–Quick-Step        | + 1' 39"    |
| 4      | Team Bahrain Victorious  | + 1' 51"    |
| 5      | Intermarché–Circus–Wanty | + 1' 51"    |
| 6      | EF Education–EasyPost    | + 2' 32"    |
| 7      | AG2R Citroën Team        | + 2' 55"    |
| 8      | Lidl–Trek                | + 3' 41"    |
| 9      | Israel–Premier Tech      | + 4' 46"    |
| 10     | Ineos Grenadiers         | + 5' 59"    |